# アリアケスミレ
アリアケスミレ (有明菫、学名：Viola betonicifolia var. albescens ）は、スミレ属の植物のひとつ。スミレによく似たものだが、白い花をつける。ただし花色には変異が多い。

## 概要
アリアケスミレは、根出葉だけを出し、立ち上がる茎を持たないスミレで、その姿、葉の形、花の形など、非常にスミレに似ている。ただし花色が白っぽく、その点でスミレとははっきり区別できる。同様に白い花を着けるものにシロスミレがあるが、本種の方が人里近くによく見られ、はるかに普通である。
名前は有明に由来し、花の色の変異にちなむといわれる。

## 特徴
常緑性の多年生草本。地下茎は短く、白くて太い根を少数下ろす。地上に茎を伸ばさない。
葉は数個を根出状に束生する。長さは5.5-8cm、幅は2cm、先端は丸く、基部は断ち切られたような形か、わずかにくぼんで心形になり、縁は基部側では鈍い鋸歯があって、先端に向かって次第に間の広がった鈍い鋸歯となる。葉柄は葉身より短い程度で、上部では両側に狭い翼がある。托葉の先端は鈍く、基部側では葉柄と癒合する。ただし花後の葉は長い三角形になり、側面の縁は少しくぼんだ曲線を描き、基部両端が耳状に突き出る。
花茎は高さ9-12cmで、葉より高く抜け出ることはない。花は長さ2.5cmで白を基調とするが、唇弁と側弁には紫の筋紋が入る。萼は披針形。花弁は倒卵形で先端が丸区、唇弁と上弁には毛がある。距は太くて短く、長さ4mm。
花色は白に少し筋が入るものから、紫の筋の目立つもの、弁そのものに紫を帯びるものまでの変異がある。花期は4月上旬から5月で、スミレと同程度か、やや遅めに咲く。

## 生育環境
暖地の開けたところ、やや湿ったところに生える。耕作地の周辺や河川敷などで見られる。水田の畦や畑など、日当たりがよくて湿ったところを好むが、踏みつけにも強く、児童公園などでも見かける。

## 分布
日本では本州から九州に分布し、国外では朝鮮から中国東北部に産する。九州南部、上甑島以南の琉球列島では同種の別変種であるリュウキュウシロスミレ V. betonicifolia var. oblongo-sagittata が分布する。種そのものの分布はさらに広く東南アジア南東部に広く、オーストラリアやヒマラヤまで分布があり、日本のスミレではもっとも分布域の広いものの一つとなっている。

## 利害
特にない。

## 近似種
別変種のリュウキュウシロスミレとは、大抵は分布域で区別できる。形態的には花茎が長くて花が葉より高く抜き出て咲くこと、葉の形がやはり三角だが、側面のくぼんだ曲線の度が強く、下端の両側が突き出す程度が大きいなどの差がある。
白い花を咲かせるスミレ類としては似たものにシロスミレ V. patrinii がある。アリアケスミレに比べて葉数が少なく、また葉柄より葉身が短い。それにシロスミレは本州では高地に見られ、平地に出現しないため、混同することは少ない。他にも白い花を咲かせるスミレは幾つかあるが、それほど似ていない。
形態的にはスミレ V. mandshurika がよく似ているが、花色は全く異なる。もしスミレの白花が出現すると困ることになるが、幸いなことに、これは滅多に出現しない。細部では形態的にも区別は可能である。

## ギャラリー

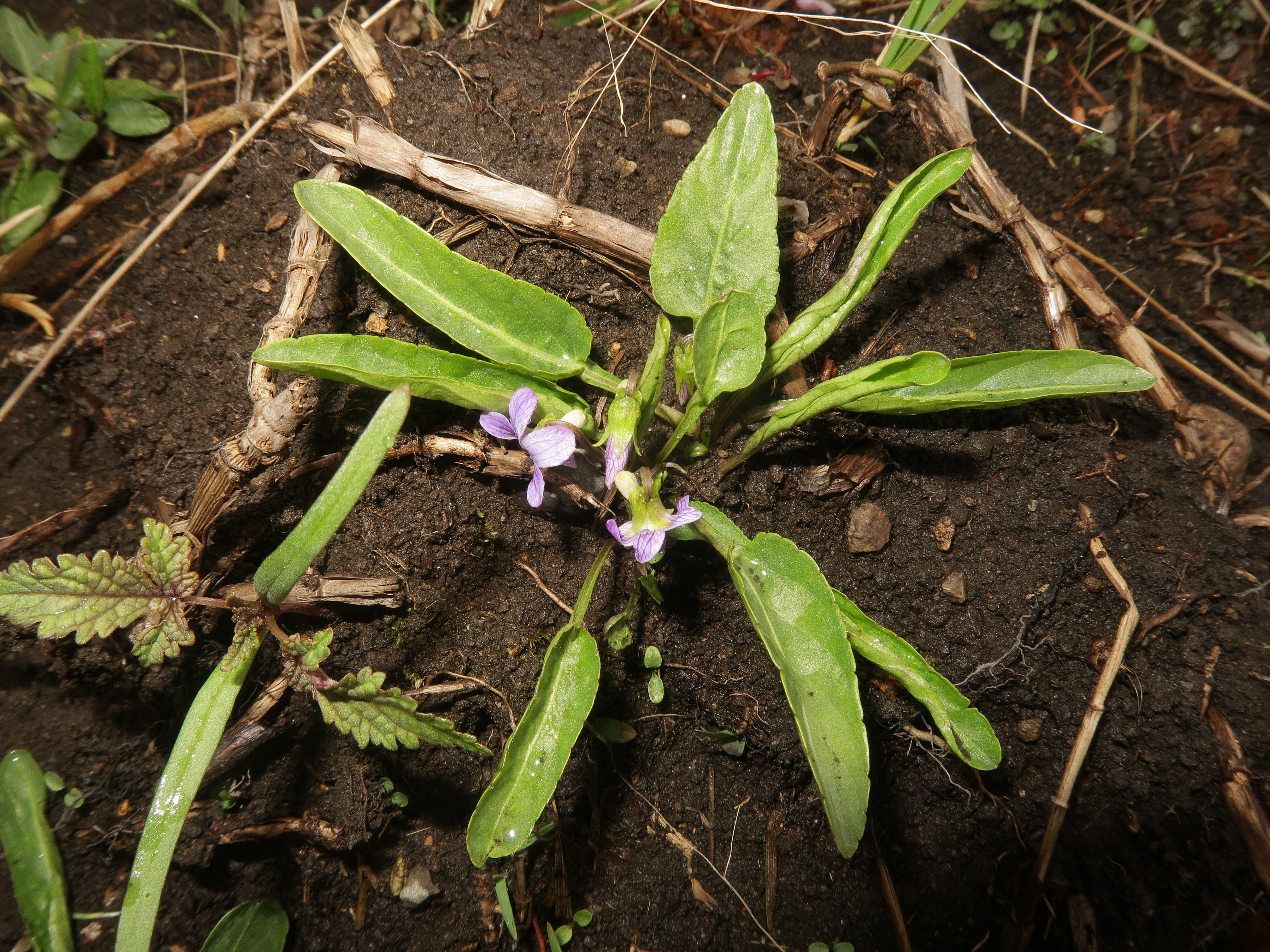
葉は数個を根出状に束生し、先端は丸く、基部は切形になる。花期の葉柄は葉身より短く、上部では両側に狭い翼がある。
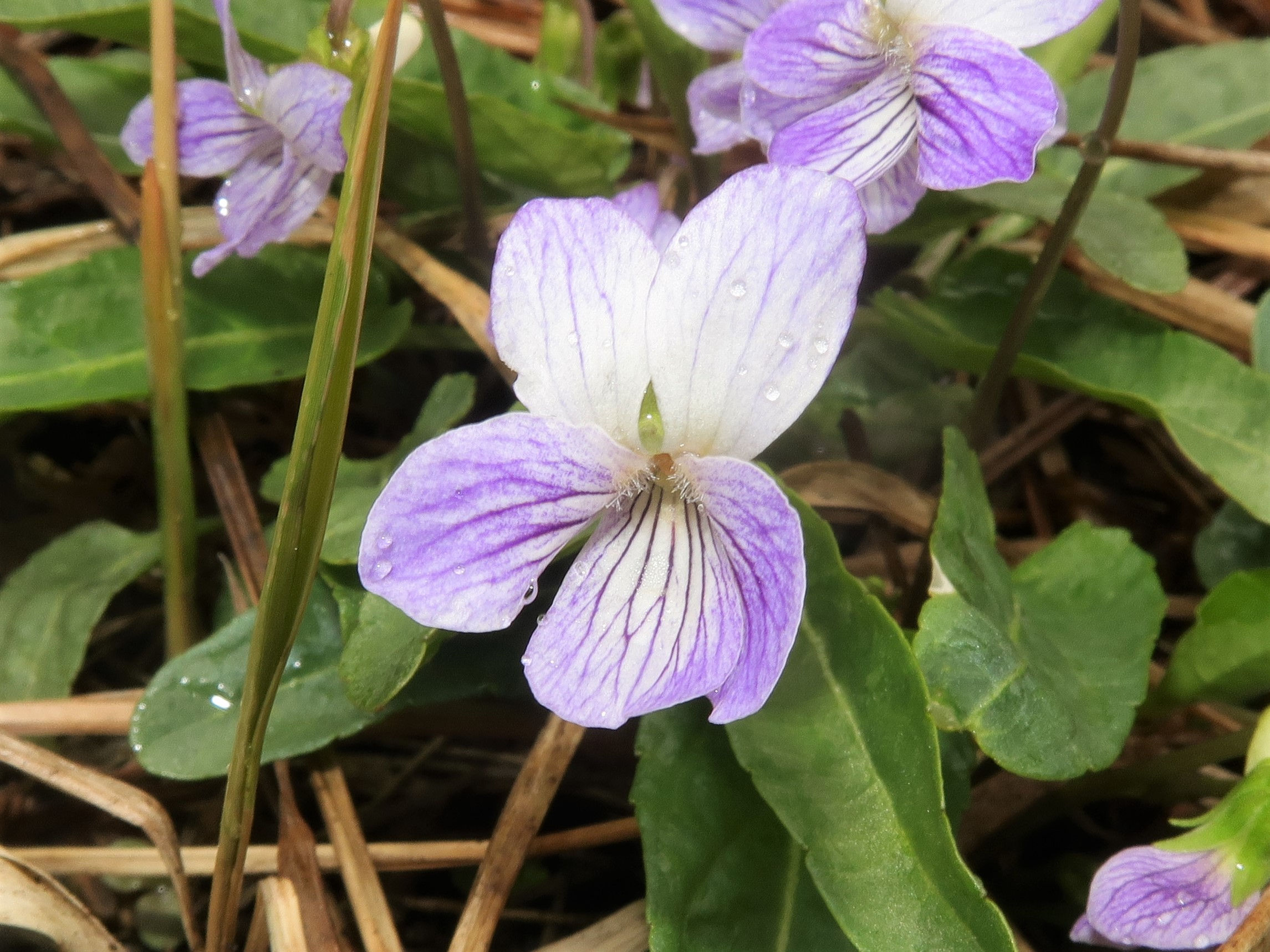
花は白色を基調とし、ときに淡紫色になるものもあり、変異が多い。側弁の基部に毛が生える。
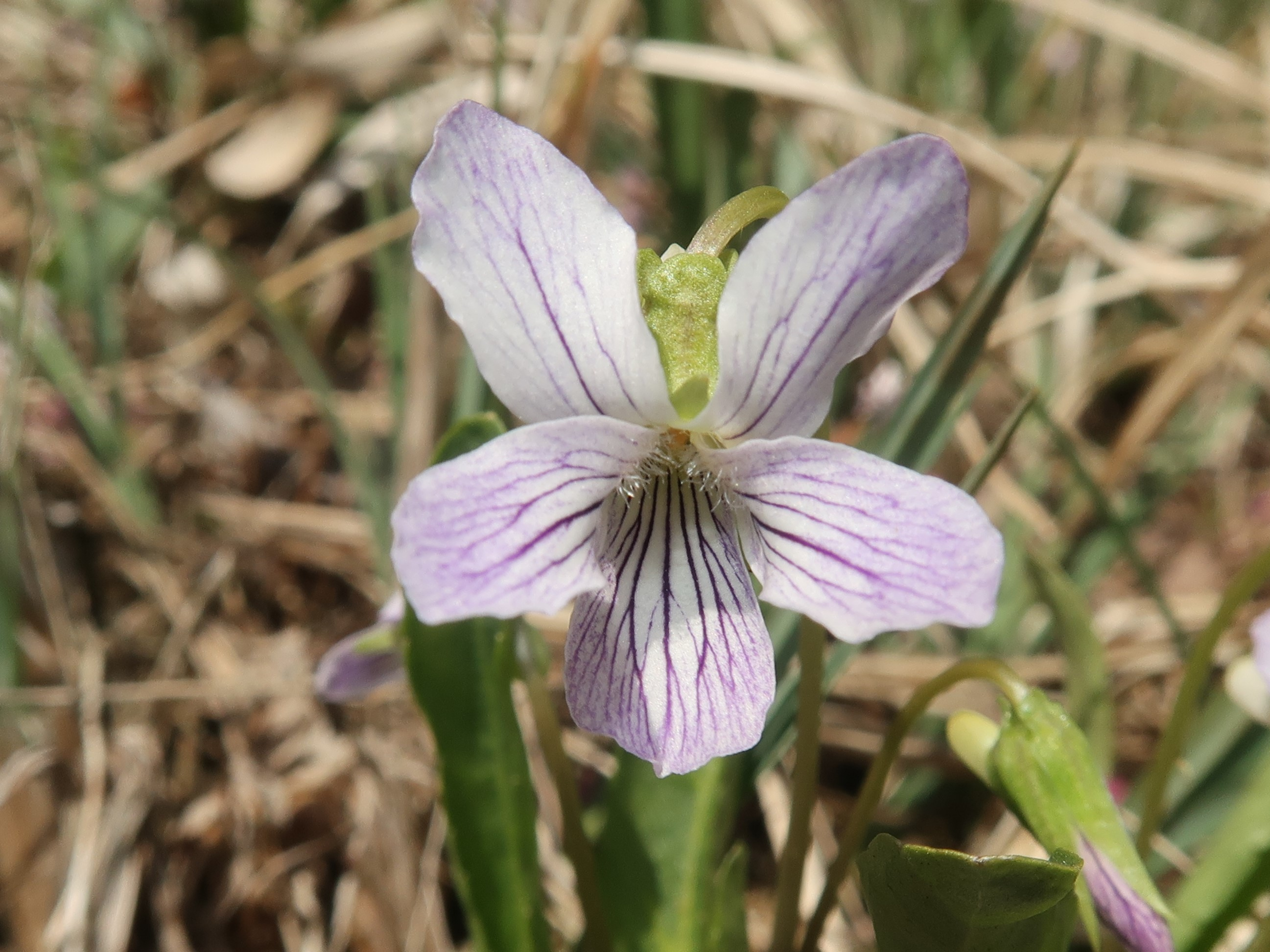
花弁に紫色の条線が入る。
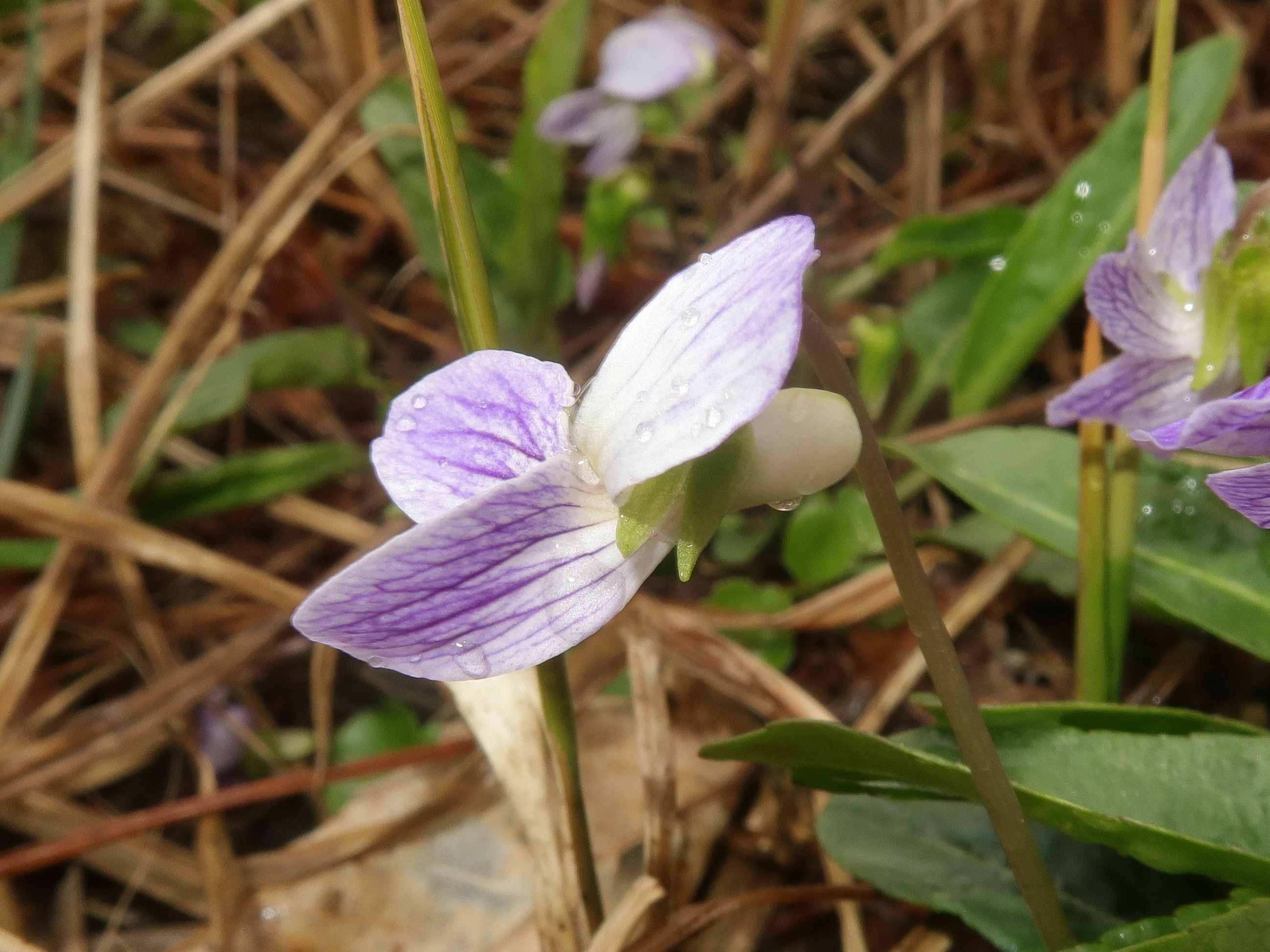
距は太くて短い。萼は披針形になる。
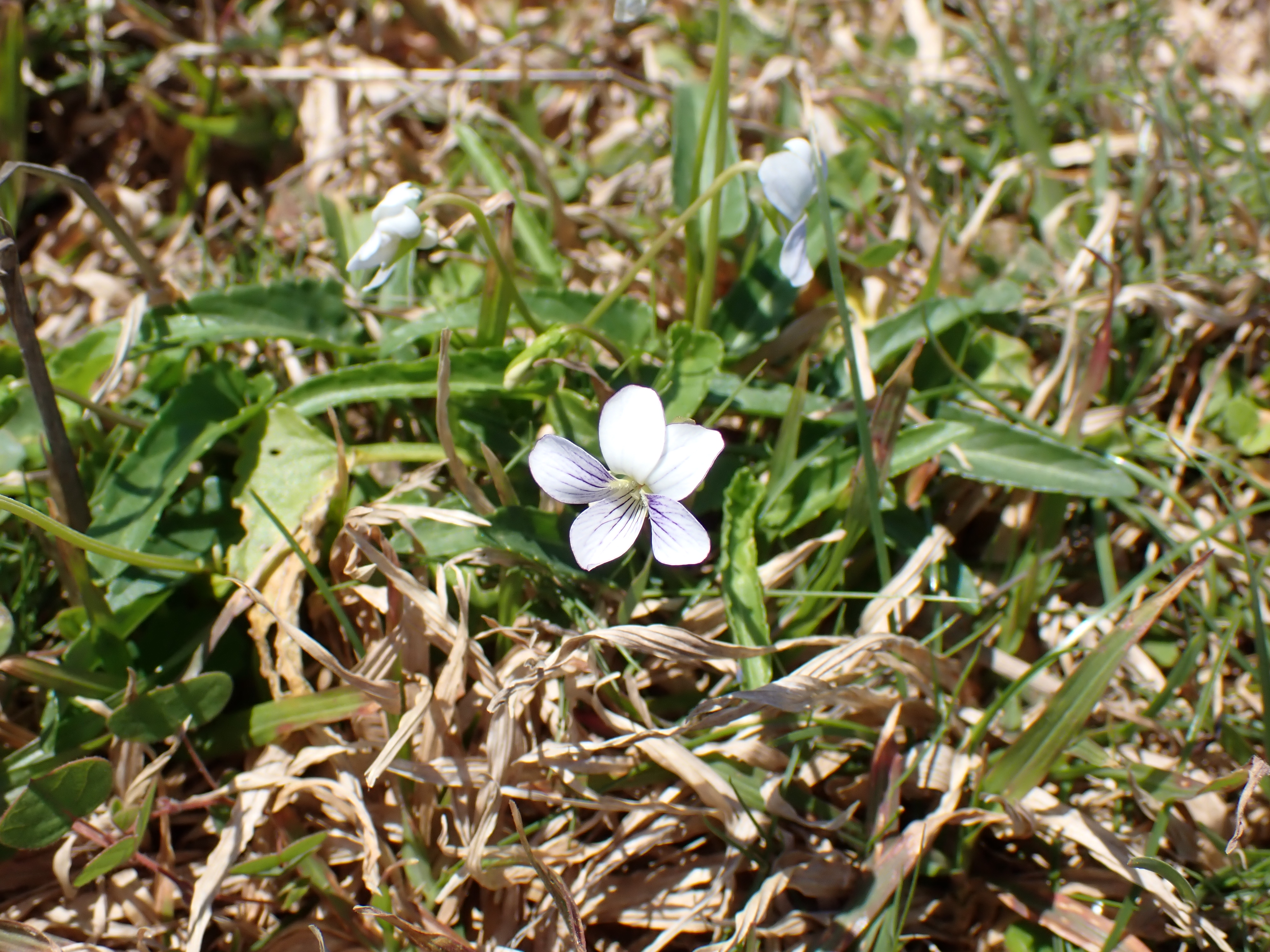
別変種のリュウキュウシロスミレ （2025年3月 沖縄県与那国町）